# تپه گوور قلعه
تپه گوور قلعه در شهرستان بوئین‌زهرا، بخش آوج، روستای آبدره واقع شده و این اثر در تاریخ ۱۷ اسفند ۱۳۸۱ با شمارهٔ ثبت ۷۶۸۶ به‌عنوان یکی از آثار ملی ایران به ثبت رسیده است.